# Juillet 1906

## Événements
- 12 juillet :
  - France : la Cour de cassation casse le verdict de Rennes, Dreyfus est enfin réhabilité, et réintégré dans l'armée;
  - première ascension d'un dirigeable au Canada.

- 13 juillet, France : adoption des lois sur le repos hebdomadaire obligatoire et sur la fermeture des commerces le dimanche.

- 16 juillet : des étudiants parisiens fondent un club Omnisports, le Paris Université Club.

- 21 juillet, Russie : Piotr Stolypine, président du Conseil.
- 9 juillet 1906 (22 juillet dans le calendrier grégorien), Russie : dissolution de la première Douma d'État de l'Empire russe.
- 21 juillet - 26 août[1]: conférence internationale des États américains à Rio de Janeiro. Élargissement des prérogatives du bureau. Le Brésil met en place des mécanismes d’intervention étatique destinés à réguler les cours du café, qui seront réactivés dans les années 1920.

- 23 juillet, Russie[2] : appel de Vyborg : 182 députés d’opposition recommandent la grève de l’impôt et du service militaire.

- 30 juillet - 3 août, Russie : mutineries sans lendemains de Sébastopol, Kronstadt et Reval (17-20/07 du calendrier julien).

## Naissances
- 3 juillet : Fernand Dehousse, homme politique belge († 10 août 1976).
- 7 juillet : Léon Louyet, coureur cycliste belge († 19 mai 1973).
- 15 juillet : Henryk Zygalski, mathématicien et cryptologue polonais († 30 août 1976).

## Décès
- 3 juillet : Gédéon Baril, peintre, écrivain, dessinateur et caricaturiste français (° 17 juillet 1832).
- 5 juillet : Paul Drude, physicien Allemand (° 12 juillet 1863).
- 5 juillet : Jules Breton, peintre et poète français (° 1er mai 1827).
- 12 juillet : Pascual Veiga, compositeur espagnol (° 9 avril 1842).
- 17 juillet : Carlos Pellegrini, avocat et homme politique argentin (° 11 octobre 1846).
- 17 juillet : Georg Wilhelm Rauchenecker, violoniste, compositeur et chef d’orchestre Allemand (° 8 mars 1844).
- 22 juillet : Russell Sage, financier et homme politique américain (° 4 août 1816).
- 29 juillet : Alexandre Luigini, violoniste, compositeur et chef d’orchestre français d'origine italienne (° 9 mars 1850).